# گمینا دوبژتسا
گمینا دوبژتسا (به لهستانی:  Gmina Dobrzyca) یک گمینا در لهستان است که در شهرستان پلشف واقع شده‌است. گمینا دوبژتسا ۱۱۷ کیلومتر مربع مساحت و ۸٬۲۳۹ نفر جمعیت دارد.